# 正木千冬
正木 千冬（まさき ちふゆ、1903年（明治36年）12月10日 - 1982年（昭和57年）4月6日）は、日本の経済学者、官僚、ジャーナリスト、政治家、神奈川県鎌倉市長を3期務めた。

## 来歴
東京美術学校（現：東京芸術大学）校長・正木直彦の長男として東京に生まれる。東京府立第四中学校、第一高等学校を経て1926年（大正15年）に東京帝国大学経済学部卒業。中学時代にロシア革命の衝撃を受けて社会主義に目覚め、大学在学中はマルクス経済学を学び、東大新人会のセツルメント活動に没頭する。なお指導教員は土方成美で、正木がのちに親しくなる大内兵衛とは学部内で対立する派に属し、土方による矢内原忠雄追放に最後まで抵抗したのが大内であった。
大学卒業後は、岡實の紹介で大阪毎日新聞社に入社し、「エコノミスト」編集部に配属される。なお、この任地・大阪の大阪産労で知り合った木下半治（フランス文学者）から夫人の妹・大原春江（共に高田屋嘉兵衛四代目の娘）を紹介されて結婚する。
大阪産労で野坂参三と知り合い、また編集記者手帳等を共産党員経由で幹部福本和夫に又貸ししたことが四・一六事件の共産党員一斉検挙で発覚するなど都合4回以上投獄される。しかし、正木直彦の子息であること、岡實の紹介による入社であること並びに「エコノミスト」に連載していた「戦争経済学」が読者に大好評だったことから新聞社の籍は剥奪される（1932年（昭和7年））が、1935年（昭和10年）まで社の嘱託として給料はもらっていた。
1935年（昭和10年）に高校時代からの知人であった迫水久常の勧めにより企画院に移って第四部調査員、商工事務官として生産力拡充委員会幹事となり物動班の主軸になるも（1941年（昭和16年））4月に企画院事件で逮捕される。もっとも、時の法務大臣塩野季彦が母方の縁戚であり、逮捕の1年前から再三に渡り警告を受けていた。獄中では取調にあたるはずの検察官がほとんど高校・大学の同期・同窓だったこともあり、取調がほとんどなく読書三昧の日々であった。また、同時期の獄中には尾崎秀実や宮本顕治がおり宮本とは刑務官の手違いによって一緒に入浴・会話したハプニングがあった。宮本とは後の鎌倉市長選挙立候補時に再会することになる。なお、この事件における弁護人紹介などで尽力した大内兵衛と後々まで親交を持つことになった。
鎌倉市長時代の著書「ずいひつ鎌倉市長」において、「ナチスの社会経済機構なんか研究してみたり、経済統制を強化するという線で提言してみたり、いまになってみれば本当に左翼的な立場で戦争を批判していたのか、あのような資本主義の生ぬるい戦争経済じゃ駄目だから、もっと戦時統制を強化しようという促進のほうに向いていたか、はっきりしません」と回想し、質問者の「統制経済というのは、一歩ひっくり返せば社会主義経済に繋がりますからね」との問いかけに「そう、その時分、紙一重です。迫水（迫水久常）にしても毛里（毛里英於菟）にしても、その時分の革新官僚の連中は、ほとんど紙一重ですよ。ナチス的とも言えるし、社会主義的とも言えるし、真からの資本主義を信仰していないという点で言えば、彼らもアカだったと言えるでしょう。私もそこにいたんです」と述べている。
1944年（昭和19年）5月に出所し、茅ヶ崎市茅ヶ崎で静養した後に日本曹達株式会社で統計課長に就任した。
第二次世界大戦後は稲葉秀三の国民経済研究協会で常務理事を務め、1946年（昭和21年）に和田博雄の推薦で経済安定本部で統計分析に従事し、その後商工省統計調査局長、内閣統計委員会常任委員、参議院予算委員会専門委員（当時予算委員長和田博雄の推薦）、内閣統計局次長、國學院大學教授を歴任した。
1970年（昭和45年）8月25日に行われた鎌倉市長選挙に立候補し、初当選（革新系候補の正木に対して、鎌倉在住だった大内兵衛が正木の応援の中心であったが、父親の縁もあって大仏次郎や小林秀雄、井上禅定等の、左翼ではない鎌倉文化人にも担がれた）。革新自治体の一つとして、革新市長会に所属した。1978年（昭和53年）まで2期8年つとめた。
3期目を目指した選挙における落選は、これまで革新市政を支えていた日本社会党と日本共産党の連携解消が大きな要因であった。また、神奈川県下の革新自治体を仕切っていた横浜市長・飛鳥田一雄の日本社会党委員長転身について正木は反対し再三懇請したが、容れられず激怒して絶交状態になった。

## 著書
- 『日本経済の新課題―重要産業を中心として』（新文化双書）若狭書房、1947年
- 『ずいひつ鎌倉市長』ずいひつ鎌倉市長刊行会（中央公論事業出版）、1973年

編集
- 松川七郎共編『統計調査ガイドブック』東洋経済新報社、1951年

翻訳
- アメリカ合衆国戦略爆撃調査団 編『日本戦争経済の崩壊―戦略爆撃の日本戦争経済に及ぼせる諸効果』日本評論社、1972年

## 関連論文
- 田辺宏太郎「革新官僚の戦前と戦後-正木千冬日記に見る戦後改革-」『近畿大学短大論集 vol.35(2)、2003年3月 pp.43-54

## 関連報告書
- 「正木千冬日記」 平成13-14年度 私立学校振興・共済事業団大学院教育研究特別経費補助金（田辺宏太郎 編）

## 関連研究会報告
- 科学研究費成果報告書 「近現代日本の政策史料収集と情報公開調査を踏まえた政策史研究の再構. 築」（基盤研究(B)(1)、代表者 東京大学名誉教授 伊藤隆 平成 15・16年度、代表者伊藤隆、課題番号：15330024）